# Lindsay Anderson
Lindsay Gordon Anderson (* 17. April 1923 in Bangalore, jetzt Bengaluru, Indien; † 30. August 1994 in Angoulême, Département Charente, Frankreich) war ein britischer Theater-, Spiel- und Dokumentarfilmregisseur sowie Filmkritiker. Er gehörte zu den wichtigsten Vertretern der British New Wave.

## Leben und Werk
Lindsay Anderson, der als Sohn eines hochrangigen britischen Offiziers in Indien geboren wurde, besuchte das Cheltenham College und die University of Oxford. Anderson wurde ein angesehener Filmkritiker bei der Zeitschrift Sequence, für die er zwischen 1947 und 1952 schrieb. Später war er auch für Sight & Sound tätig. Ein besonderes Interesse hegte er für das Werk von Regisseur John Ford, den er ab 1950 einige Male traf und über den er im Jahr 1983 die Biografie About John Ford veröffentlichte.
Seine ersten Inszenierungen als Regisseur ab Ende der 1940er-Jahre waren Kurzfilme, häufig dokumentarischer Natur. Andersons Film Thursday’s Children wurde 1954 mit einem Oscar für den besten Dokumentarkurzfilm ausgezeichnet. Anderson beteiligte sich gegen Ende der 1950er mit Karel Reisz und Tony Richardson an der britischen Bewegung des Free Cinema, aus der später die British New Wave hervorging. Lockender Lorbeer, sein erster Kinofilm in Spielfilmlänge, fand im Jahr 1963 großes Lob. Internationales Ansehen erwarb Anderson sich durch die „Mick Travis“-Trilogie mit Malcolm McDowell in der Hauptrolle des Travis: Für If …, den ersten Film der Trilogie, gewann er 1969 den Hauptpreis (Grand Prix) beim Filmfestival Cannes. Die Trilogie wurde mit O Lucky Man! (1973) und Britannia Hospital (1982) fortgesetzt, in allen drei Filmen sezierte Anderson dabei die britische Gesellschaft. Sein Hauptdarsteller McDowell beschrieb Anderson 2006 als die „außergewöhnlichste Person in meinem Leben“. Andersons letzter konventioneller Spielfilm war 1987 Wale im August mit den Kinolegenden Bette Davis und Lillian Gish.
Als bedeutender britischer Theaterregisseur gehörte er lange Zeit dem Royal Court Theatre an und produzierte viele Stücke, unter anderem von David Storey. Anderson inszenierte zudem auch nach seinen Kinoerfolgen weiterhin Dokumentarfilme oder Fernsehproduktionen. In den 1980er-Jahren inszenierte er auch ein Musikvideo und zwei Dokumentarfilme mit der Popgruppe Wham!, wenngleich nach eigenen Angaben hauptsächlich aus monetärem Interesse. Seine letzte größere Arbeit war die Mockumentary Is That All There Is? von 1992, in der er mehr oder weniger sich selbst als alternden Regisseur verkörpert, der über sein Leben und dessen Sinn reflektiert. Anderson trat gelegentlich als Schauspieler unter anderen Regisseuren auf, am bekanntesten wohl 1981 in dem oscarprämierten Sportfilm Die Stunde des Siegers von Hugh Hudson.
Anderson war homosexuell, machte das – aus einer konservativen, alteingessenen Familie stammend – aber nie öffentlich und lebte alleine. Er starb im August 1994 mit 71 Jahren an einem Herzinfarkt, als er mit Freunden in Frankreich Urlaub machte.

## Filmografie (Auswahl)

### Als Regisseur (komplett)
Spielfilme
- 1963: Lockender Lorbeer (This Sporting Life)
- 1967: The White Bus (ursprünglich als Segment für den Episodenfilm Red, White and Zero eingeplant) – auch Produzent
- 1968: If … (if....) – auch Produzent
- 1973: Der Erfolgreiche (O Lucky Man!) – auch Produzent und Schauspieler
- 1975: In Celebration
- 1982: Britannia Hospital
- 1987: Wale im August (The Whales of August)
- 1992: Is That All There Is? (Mockumentary) – auch Drehbuchautor

Dokumentar-, Kurz- und Fernsehfilme
- 1948: Meet the Pioneers (Dokumentar-Kurzfilm)
- 1949: Idlers that Work (Kurzfilm)
- 1952: Trunk Conveyor (Kurzfilm)
- 1952: Three Installations (Kurzfilm)
- 1954: Thursday’s Children (Kurzfilm-Dokumentation)
- 1955: The Children Upstairs (Kurzfilm-Dokumentation)
- 1955: Henry (Kurzfilm)
- 1955: Green and Pleasent Land (Kurzfilm)
- 1955: Foot and Mouth (Kurzfilm)
- 1955: Energy First (Kurzfilm)
- 1955: A Hundred Thousand Children (Kurzfilm)
- 1955: £20 a Ton (Kurzfilm)
- 1956: O Dreamland (Kurzfilm-Dokumentation)
- 1956–1957: Die Abenteuer von Robin Hood (The Adventures of Robin Hood; Serie, 4 Folgen)
- 1957: Wakefield Express (Dokumentar-Kurzfilm)
- 1957: Täglich, außer Weihnachten (Every Day Except Christmas, Dokumentar-Kurzfilm)
- 1959: Der Marsch nach Aldermaston (March to Aldermaston, Dokumentar-Kurzfilm)
- 1959/1960: Theatre Night (Fernsehserie, 2 Folgen)
- 1967: The Singing Lesson (Dokumentar-Kurzfilm)
- 1968: NET Playhouse (Fernsehserie, Folge Home)
- 1972: Play for Today (Fernsehserie, Folge Home)
- 1979: The Old Crowd (Fernsehfilm)
- 1984: Wham!: Freedom (Musikvideo)
- 1985: Wish You Were There (Dokumentarfilm)
- 1985: Blick zurück im Zorn (Look Back in Anger, Fernsehfilm)
- 1986: Free Cinema (Fernseh-Dokumentarfilm)
- 1986: Wham! in China: Foreign Skies (Dokumentarfilm)
- 1989: Glory! Glory! (Fernsehfilm)

### Weitere Betätigungen (Auswahl)
- 1953: The Pleasure Garden – als Schauspieler
- 1981: Die Stunde des Siegers (Chariots of Fire) – als Schauspieler
- 1991: Der Gefangene der Teufelsinsel (Prisoner of Honor, Fernsehfilm) – als Schauspieler
- 1992: Irren ist mörderisch (Blame It on the Bellboy) – als Schauspieler
- 1993: John Ford (Fernseh-Dokumentarfilm) – als Drehbuchautor

## Bibliografie
- About John Ford (1983), ISBN 0859650146
- The Diaries of Lindsay Anderson (2004), ed. Paul Sutton, ISBN 0413773973
- Lindsay Anderson, Paul Ryan: Never Apologise: The Collected Writings of Lindsay Anderson (2004), Plexus Publishing Ltd., ISBN 085965317X